# Nonius Marcellus
Nonius Marcellus was een Romeins taalgeleerde uit Numidia, waarschijnlijk tegen het midden van de 3e eeuw n.Chr. Nonius Marcellus was afkomstig uit Thubursicu Numidarum in de provincia Numidia en had de bijnaam peripateticus Tubursicensis ("de peripateticus van Thubursicu").
Hij schreef naast een verloren gegaan werk A doctrinis de peregrinando als hoofdwerk De compendiosa doctrina, een verzamelwerk, dat deels woordenboek, deels encyclopedie was: de eerste twaalf van de in totaal twintig boeken bevatten vragen over woordbetekenissen en grammaticale eigenschappen van woorden, de overige acht boeken behandelen onderwerpen op het gebied van scheepvaart, kleding, voeding, wapens, verven en graden van verwantschap.

## Editie
- De compendiosa doctrina libros xx, Onionsianis copiis vsvs, ed. W.M. Lindsay, Leipzig, 1903 (Deel I, II, III).

- Bibsys: 90585562
- Biblioteca Nacional de España: XX1767300
- Bibliothèque nationale de France: cb119465711 (data)
- CiNii: DA08150142
- Gemeinsame Normdatei: 118786385
- International Standard Name Identifier: 0000 0001 0905 8530
- Library of Congress Control Number: n86113590
- Nationale Bibliotheek van Tsjechië: ola2002158800
- Nationale Bibliotheek van Israël: 987007266048105171
- Nationale Bibliotheek van Polen: a0000003156391
- Nederlandse Thesaurus van Auteursnamen: 070036756
- Réseau des bibliothèques de Suisse occidentale: 02-A003644245
- Istituto Centrale per il Catalogo Unico: SBLV124567
- LIBRIS: 289374
- Système universitaire de documentation: 033806853
- Virtual International Authority File: 59182520